# Yana Toboso
 (mai 2020).
枢 やな
Œuvres principales
Black Butler
Yana Toboso (枢 やな, Toboso Yana), née le 24 janvier 1984 à Warabi dans la préfecture de Saitama au Japon, est une mangaka. Elle réside actuellement à Yokohama. Elle est l'auteur de Black Butler, qui connait un grand succès avec plus de 200 chapitres.

## Œuvres
- 9th en 2004
- Glamorous Lip un one shot yaoi de 5 chapitres publié en 2006 (publié sous le pseudonyme de Yanao Rock).
- RustBlaster est un manga publié par Square Enix dans le magazine Monthly GFantasy entre octobre 2005 et mars 2006 (6 chapitres, one-shot). C'est l'histoire d'un humain et d'un vampire qui doivent travailler ensemble afin de protéger le monde où les deux races coexistent.
- Black Butler (Kuroshitsuji) est un manga, toujours en cours de publication dans le magazine Monthly GFantasy depuis septembre 2006 au Japon, publié en France chez Kana. Le manga a été adapté en anime par le studio A-1 Pictures, une première fois entre octobre 2008 et mars 2009 (24 épisodes + 1 OAV), une seconde fois entre juillet et septembre 2010 (12 épisodes + 6 OAV) et une troisième fois le 10 juillet 2014 (qui compte 10 épisodes). 2 artworks sont sortis ainsi qu'un character guide parlant de personnages apparaissant dans les 6 premiers tomes. En 2016, plus de 23 000 000 d'exemplaires avaient été vendus.
- Skate-Leading Stars, un anime de 2021.

## Récompense
- Yana Toboso a reçu le prix du meilleur shōnen aux Japan Expo Awards 2010 pour son manga Black Butler.
- En 2003, le Prix d'encouragement du 3e Square Enix Manga Award (ja) a été décerné à Yana Toboso pour son manga HELL-O.
- En 2004, elle a également été sélectionnée au 4e Square Enix Manga Award (ja) pour son œuvre DISGUISE.